# Hlína (okres Brno-venkov)
Hlína je obec v okrese Brno-venkov v Jihomoravském kraji, 4 km severovýchodně od Ivančic. Leží v Bobravské vrchovině na okraji přírodního parku Bobrava, v katastrálním území Hlína u Ivančic. Žije zde 319 obyvatel. Obec Hlína je členskou obcí Mikroregionu Ivančicko.

## Historie
První písemná zmínka o obci pochází z roku 1537. V roce 2006 zde byla otevřena rozhledna Vl. Menšíka.

## Obyvatelstvo
Na začátku 17. století měla obec 26 domů, po třicetileté válce z nich bylo pouze 10 obydlených. V roce 1790 měla obec 36 domů a 170 obyvatel.
| Rok            | 1869 | 1880 | 1890 | 1900 | 1910 | 1921 | 1930 | 1950 | 1961 | 1970 | 1980 | 1991 | 2001 | 2011 | 2021 |
| -------------- | ---- | ---- | ---- | ---- | ---- | ---- | ---- | ---- | ---- | ---- | ---- | ---- | ---- | ---- | ---- |
| Počet obyvatel | 263  | 292  | 270  | 327  | 355  | 359  | 377  | 353  | 373  | 344  | 319  | 252  | 233  | 303  | 302  |
| Počet domů     | 47   | 49   | 52   | 52   | 60   | 64   | 75   | 102  | 100  | 99   | 102  | 117  | 120  | 125  | 128  |

Vývoj počtu obyvatel

## Pamětihodnosti
- Kostel svaté Kunhuty
- Boží muka, směrem na Neslovice
- Rozhledna Vladimíra Menšíka

## Galerie

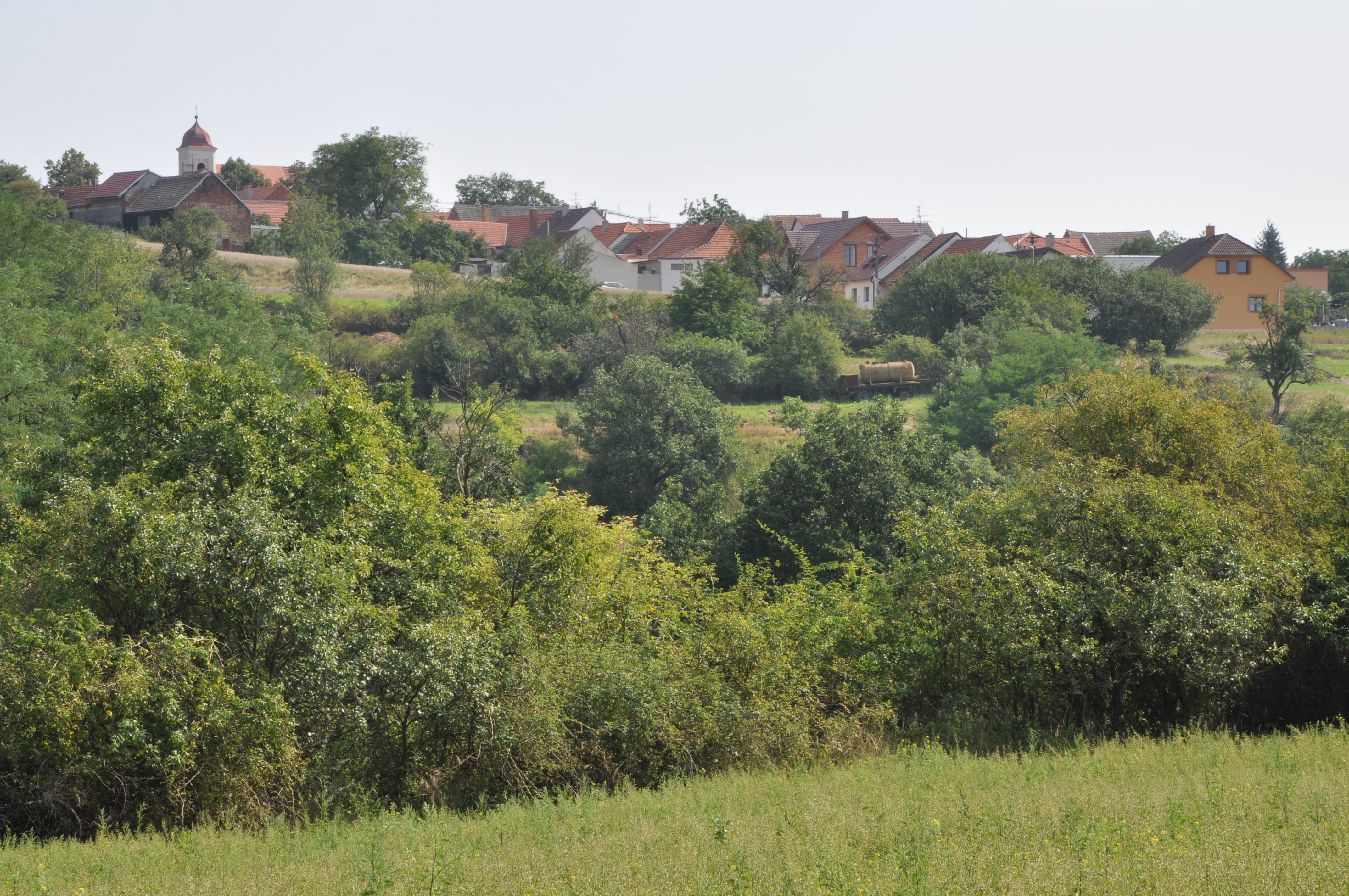
Pohled od jihozápadu
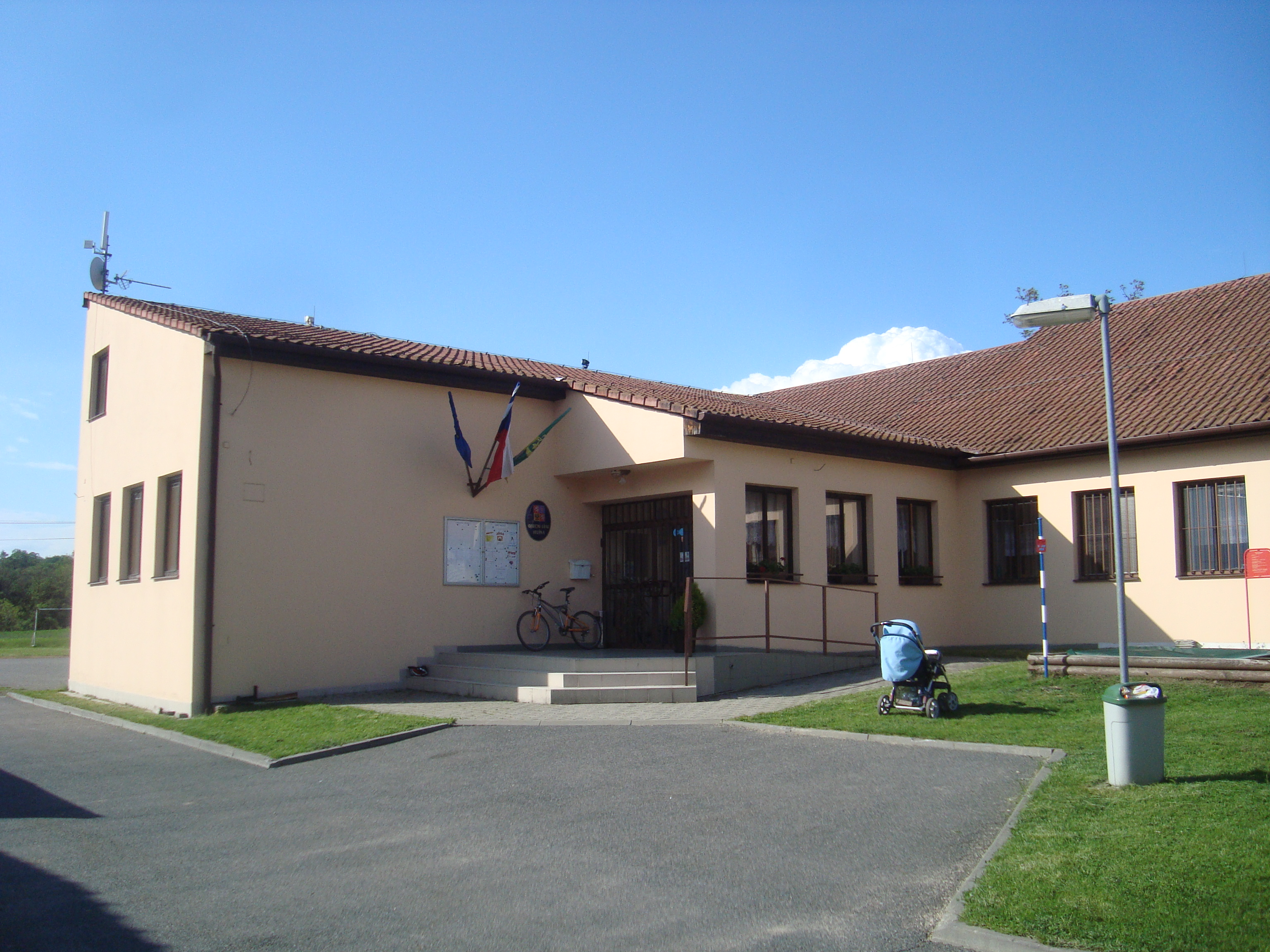
Obecní úřad
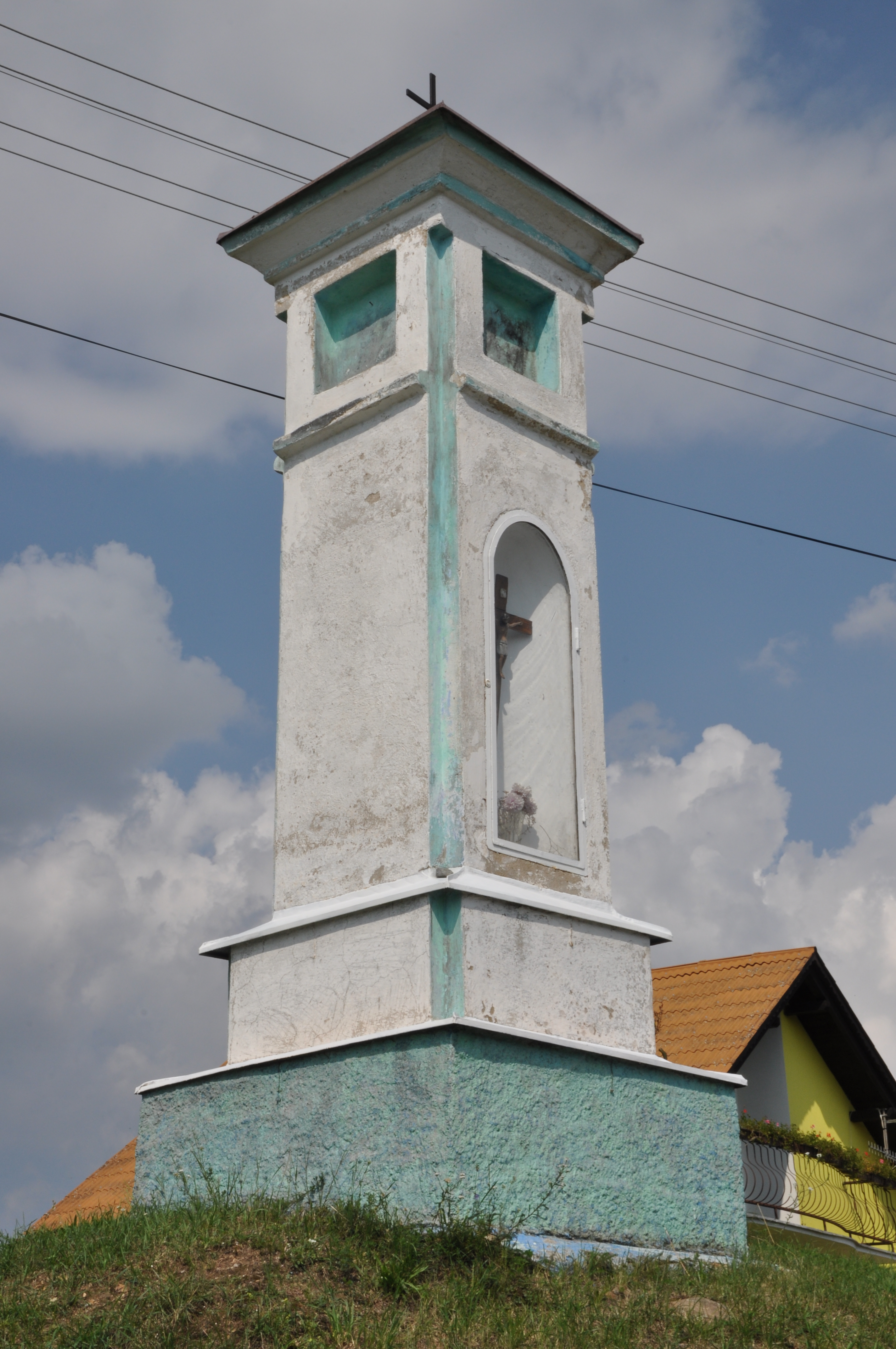
Boží muka
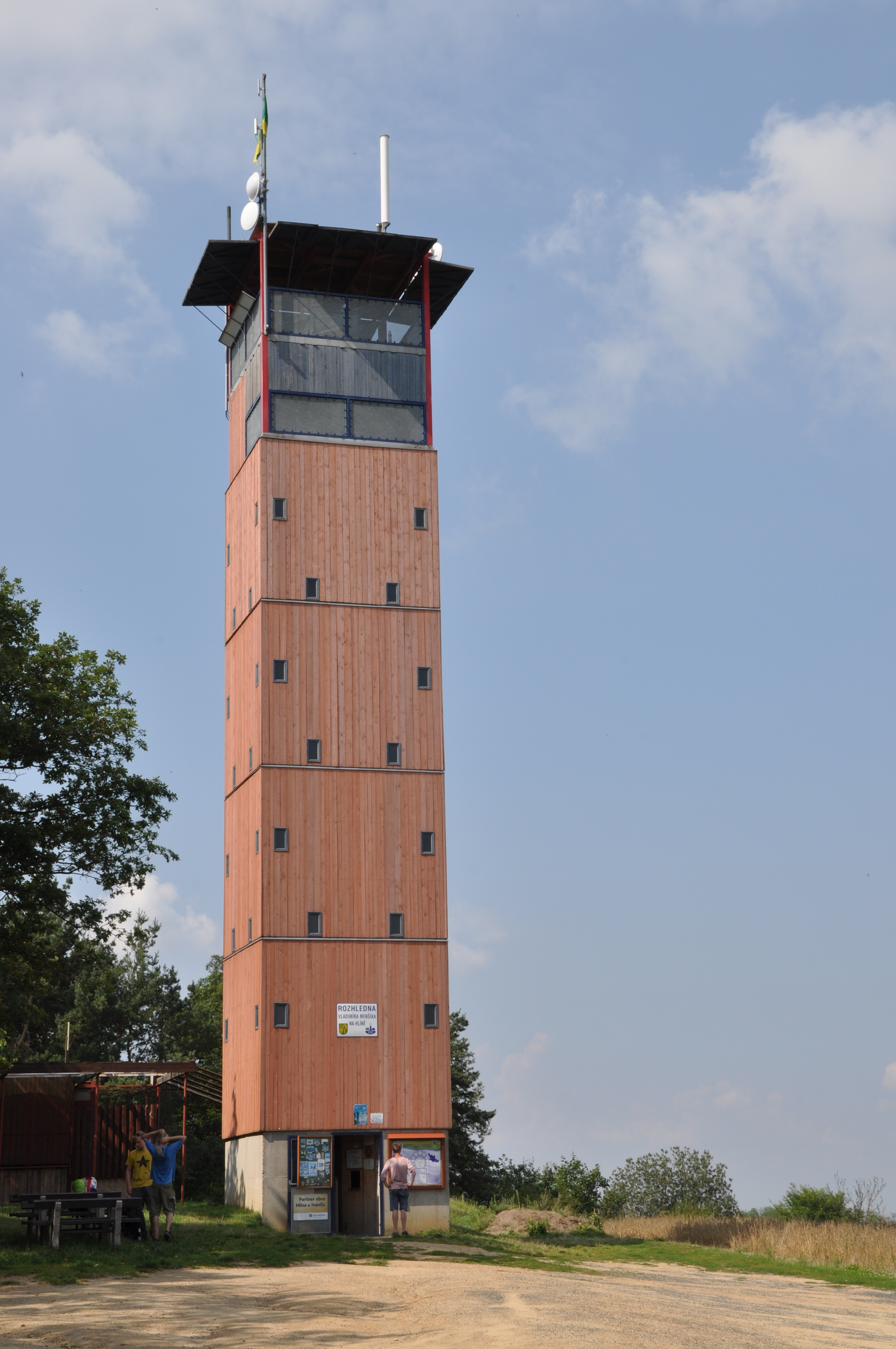
Rozhledna Vladimíra Menšíka

## Kulturní život
Místní ochotnický spolek každoročně uvádí své představení.